# Chiesa di Maria Santissima Addolorata (Trepuzzi)
La chiesa di Maria Santissima Addolorata è una chiesa di Trepuzzi, in provincia di Lecce.

## Storia
La chiesa, costruita da Candido Rampino, fu eretta nel 1883. Fu elevata in parrocchia il 22 agosto 1962 dal vescovo di Lecce Francesco Minerva. Cosmo Francesco Ruppi ha traslato il titolo alla nuova chiesa parrocchiale dedicata alla Santa Famiglia, consacrata il 24 maggio 2003.
La chiesa è stata restaurata nel 2008 per volontà del cav. uff. Francesco Ragione, priore dell'arciconfraternita della chiesa,   carica che ha occupato ininterrottamente dal 1994 al 2010, costruendo inoltre nuove strutture cimiteriali per la confraternita, rinnovando le vecchie già esistenti.

## Arte

### Esterno
Presenta una facciata in pietra leccese di gusto neoclassico, caratterizzata da quattro grandi colonne ioniche, due per lato, poste su alti basamenti, e da due piccole lesene laterali sormontate da un timpano interrotto dal blocco centrale della facciata. Il prospetto è chiuso da un timpano triangolare. La chiesa è dotata di un campanile a pianta quadrata a tre piani.

### Interno
L'interno, a navata unica con volta a botte lunettata, è adorno di pitture murali, eseguite nel 1962 dal pittore trepuzzino Antonio Valzano. Nei piccoli ovali, visibili sulla volta, sono raffigurati gli evangelisti Luca e Marco (prima campata), Matteo e Giovanni (terza campata), e nel tondo centrale, la Pietà (seconda campata).
Nelle pareti laterali della navata si aprono sei cappelle, tre per lato, con altrettanti altari.
Sul lato destro:
Il primo altare, consacrato a San Francesco da Paola, è adorno di un rilievo in cartapesta con l'immagine del santo: è delimitato da un gradino con soglia in pietra calcarea. L'altare del tipo settecentesco, con due gradini, è in pietra leccese; il timpano è poggiato su due colonne ioniche, artisticamente scolpite; al centro del timpano compare la seguente scritta: "1908 Grassi Giuseppe e Oronza Cantoro fecero" sotto detta epigrafe, si nota che il sacerdote Rucco Nicola restaurò l'altare nell'anno 1912. Sulla parete sinistra si trova una tela raffigurante l'Arcangelo Raffaele e Tobiolo, firmata da Luigi Scorrano, mentre in due nicchie laterali sono collocate le statue di Sant'Antonio e San Giovanni Bosco.
Il secondo altare, consacrato a Sant'Antonio da Padova, è adorno di una tela raffigurante il santo con in braccio, il Bambino e in altro tre angeli, uno dei quali regge un giglio. L'altare del tipo settecentesco, con due gradini, è in pietra leccese; il timpano è poggiato su due colonne ioniche, artisticamente scolpite; al centro del timpano vi è scolpita la seguente epigrafe: "A maggior gloria di Dio Maria Pia Bianco Conte eresse questo altare per divozione al santo nel MCMIV"
Il terzo altare, consacrato all'Immacolata, presenta un bassorilievo in cartapesta, raffigurante in alto a sinistra la Madonna e in basso San Giovanni Battista.
Sul lato sinistro:
Il primo altare, consacrato al Crocefisso, è in pietra leccese, simile a quello della prima cappella a destra di detta chiesa. Al centro del timpano compare la seguente epigrafe. "A devozione Paolino Bianco A.D. MCMIV". È consacrato al Crocefisso, situato al centro dell'altare, il quale è cinto da un perizoma bianco, ha i piedi incrociati trafitti da un chiodo, come vuole l'iconografia classica. Mostra una buona fattura stilistica. Molto curata la parte del viso dove sono evidenziate le ferite, certamente per ottenere un maggiore effetto di pietà popolare. Al centro della piccola cappella è stata posta un'urna nella quale si ammira la statua, in cartapesta, del Cristo deposto, opera eseguita, nell'anno 1940 dal concittadino Antonio Orlandi. A sinistra di detto altare vi è una nicchia con la statua, in cartapesta, della Vergine Addolorata accompagnata da due angeli recanti nelle mani una corona di spine, una croce e una scala;opera attribuita a R. Caretta.
Il secondo, dedicato alla Madonna del Rosario, è adorno della tela raffigurante la Vergine e il Bambino nell'atto di donare il rosario a San Domenico di Guzmán e a Santa Caterina da Siena.
Il terzo altare, consacrato al Sacro Cuore di Gesù, è ornato da una statua del Cristo.
Nel presbiterio è situato l'altare maggiore consacrato alla Madonna Addolorata, sul quale figura una grande tela della vergine, opera di Luigi Scorrano. Sull'arco del presbiterio sono raffigurati sei angioletti recanti in mano i simboli della Passione, quali una corona di spine, una croce, delle lance, un panno con il volto di Cristo, ecc. Nella chiesa è attiva la confraternita di Maria SS. Addolorata.